# Underworld 2 : Évolution
Pour les articles homonymes, voir Underworld.
Série Underworld
Underworld
(2003) Underworld  : Le Soulèvement des Lycans
(2008)
Pour plus de détails, voir Fiche technique et Distribution.
Underworld 2 : Évolution (Underworld: Evolution) est un film fantastique américano-canadien réalisé par Len Wiseman, sorti en 2006.
Le film met en scène Selene qui doit neutraliser le dernier chef des Anciens, transformé en un être hybride, qui cherche à libérer son frère, un lycan sanguinaire. Elle découvre également la vérité sur ses origines.
Il est la suite du film Underworld (2003), du même réalisateur.
Si la première séquence du film est antérieure aux événements relatés dans Underworld, le film est la suite du conflit entre les vampires et les lycans. Selene découvre les vérités sur son enfance, vérités liées à l'origine du conflit.

## Synopsis
Au XIIIe siècle, une armée de vampires, dirigée par Marcus, Viktor et Amelia, arrive dans un village décimé par les loup-garous (à ne pas confondre avec les lycans qui sont des mi-loup-garous, mi-humains). Après avoir éliminé les loup-garous, Viktor et Amelia capturent William, le frère jumeau de Marcus, devenu le plus puissant des loup-garous. Malgré l'opposition de Marcus, Viktor décide d'enfermer William dans un lieu tenu secret.
De nos jours. Après avoir tué Viktor, qui a assassiné ses parents, Selene, la guerrière vampire retrouve refuge dans un lieu de sécurité avec Michael, devenu hybride mi-vampire, mi-lycan, afin qu'elle puisse retourner au château faire face à Kraven, dont elle sait qu'il a l'intention de tuer Marcus. Mais toutefois, Marcus se réveille grâce au sang de Singe (scientifique des Lycans tué par Viktor), le transformant ainsi en un être hybride dominant. Kraven et ses hommes, qui se sont rendus dans la demeure des vampires, sont sauvagement assassinés par ce dernier qui détruit le château. Il apprend où se trouvent Selene et Michael grâce aux diverses caméras de surveillance se trouvant dans les divers bâtiments de sécurité afin de les traquer. Marcus les retrouve et les attaque, mais la guerrière et l'hybride parviennent à lui échapper à se cacher dans un entrepôt.
Pendant ce temps, un homme âgé et imposant du nom de Lorenz Macaro envoie une équipe de « nettoyage » pour enquêter sur les circonstances de la bataille dans le repaire des Lycans. Lorsque Macaro autopsie le corps de Viktor, qui a été récupéré sur les lieux, il découvre un disque en métal dans sa cage thoracique lié au pendentif de Sonja, qui est en la possession de Selene et de Michael.
Sachant que le pendentif a une importance pour Marcus, Selene, dont des souvenirs commencent à resurgir grâce au pendentif, décide d'en savoir plus, en allant voir Andreas Tanis, historien banni du clan des vampires, qui lui révèle que Marcus est le premier vampire et non Viktor et également l'un des trois enfants d'Alexander Corvinus, le premier immortel. Marcus ayant été mordu par une chauve-souris  est devenu un vampire, tandis que son frère jumeau, William, mordu par un loup, est devenu un lycan. Le troisième fils est celui qui a donné une descendance à la famille Corvinus, dont fait partie Michael. Ils apprennent également que les lycans étaient incapables de reprendre forme humaine et qu'en raison du caractère destructif de son frère, Marcus a approché Viktor, alors seigneur de la guerre vieillissant et mourant, lui offrant ainsi l'immortalité, ainsi qu'à son armée, chargé d'arrêter le lycan et ceux qu'il avait transformés.
Marcus avait prévu de capturer William, mais Viktor a fait finalement enfermer William pour toujours et n'a pas tué les frères parce qu'il croyait que cela entraînerait la disparition immédiate de tous les autres vampires et des lycan, devenu esclaves. Tanis révèle également que le père de Selene a construit le tombeau de William et que le pendentif est une clef servant à ouvrir le tombeau. Après que Lucian se soit échappé, Viktor a fait éliminer la famille de la jeune femme car ils connaissaient le lieu d'enfermement, mais a fait transformer Selene en vampire.
L'historien donne à Selene les coordonnées de Lorenz Macaro, qui se révèle être Alexander Corvinus, réfugié dans un bateau. Il indique avoir consacré sa vie à contenir la guerre vampire-lycan loin du monde des mortels, mais refuse cependant de tuer son fils. Quand Marcus, après s'être rendu chez Tanis où il apprend la vérité en buvant son sang et en laissant inconscient, débarque dans le bateau où se trouve son père, il tue Michael et s'empare du pendentif en blessant gravement son père. Mourant, Corvinus donne de son sang à Selene, améliorant sa force physique et ses capacités de guérison à un niveau équivalent à celui d'un hybride, et lui demande d'arrêter son fils, car le réveil de William engendrerait une catastrophe pour l'humanité. Le vieil immortel se suicide en faisant sauter le bateau avec des explosifs.
Accompagné de l'équipe de nettoyeurs, Selene se rend au tombeau, endroit qu'elle connaissait bien, mais trop tard, car William est réveillé. Un combat s'ensuit, décimant toute l'équipe. Mais Michael, alors qu'il était présumé mort, se régènere subitement et saute de l'hélicoptère, se joignant dans la lutte sous sa forme hybride et finit par achever William, en lui arrachant la mâchoire. Selene tue Marcus, après l'avoir affronté, en le précipitant sur les pales tournantes de l'hélicoptère écrasé.
Les amants triomphent et lèvent ainsi une malédiction, permettant à Selene de voir la lumière du jour et de vivre sans être blessée par le soleil, grâce au sang d'Alexander Corvinus.

## Fiche technique
Sauf indication contraire, les informations mentionnées dans cette section peuvent être confirmées par la base de données cinématographiques IMDb,  présente dans la section « Liens externes ».
- Titre original : Underworld: Evolution
- Titre français : Underworld 2 : Évolution
- Titre québécois : Monde infernal : Évolution
- Réalisation : Len Wiseman
- Scénario : Danny McBride, d'après une histoire de Len Wiseman et Danny McBride
  - d'après les personnages créés par Kevin Grevioux, Len Wiseman et Danny McBride
- Musique : Marco Beltrami
- Direction artistique : Chris August
- Décors : Patrick Tatopoulos
- Costumes : Wendy Partridge
- Photographie : Simon Duggan
- Son : Detlef Halaski, Peter Zinda, Scott Martin Gershin
- Montage : Nicolas De Toth
- Production : Tom Rosenberg, David Coatsworth et Richard S. Wright

Production déléguée : Danny McBride, Terry McKay, James McQuaide, Skip Williamson, Henry Winterstern et Len Wiseman
Coproduction : Kevin Grevioux
- Sociétés de production[1] :
  - États-Unis : avec la participation de Screen Gems et Lakeshore Entertainment
  - Canada : Vancouver Film Studios
- Sociétés de distribution :
  - États-Unis : Screen Gems, Sony Pictures Releasing
  - Canada : Sony Pictures Releasing Canada
  - France : SND Films
  - Suisse : Buena Vista International
  - Belgique : Sony Pictures Releasing
- Budget : 45 millions de $[2]
- Pays d'origine :  États-Unis,  Canada
- Langues originales : anglais, français, hongrois
- Format[3] : couleur (DeLuxe) - 35 mm - 2,35:1 (Cinémascope) - son DTS | Dolby Digital | SDDS
- Genre : fantastique, action, thriller
- Durée : 106 minutes
- Dates de sortie[4] :
  - États-Unis, Québec[5] : 20 janvier 2006
  - France : 25 janvier 2006 (Festival international du film fantastique de Gérardmer) ; 8 mars 2006 (sortie nationale)
  - Belgique : 5 avril 2006
  - Suisse romande : 26 avril 2006[6]
- Classification[7] :
  -  États-Unis : Interdit aux moins de 17 ans (certificat #42352) (R – Restricted) [Note 1].
  -  Canada (Ontario) : Les personnes de moins de 18 ans doivent être accompagnées d'un adulte (18A - 18 Accompaniment).
  -  Québec : 16 ans et plus (16+ / 16 years and over).
  -  France : Interdit aux moins de 12 ans (visa d'exploitation no 114859 délivré le 27 février 2006)[8],[9].

## Distribution
- Kate Beckinsale (VF : Laura Blanc ; VQ : Camille Cyr-Desmarais) : Selene
- Scott Speedman (VF : Rémi Bichet ; VQ : Nicolas Charbonneaux-Collombet) : Michael Corvin
- Tony Curran (VF : Boris Rehlinger ; VQ : Pierre Auger) : Marcus
- Derek Jacobi (VF : Féodor Atkine ; VQ : Jean-Marie Moncelet) : Lorenz Macaro / Alexander Corvinus
- Steven Mackintosh (VF : Bernard Gabay ; VQ : Patrice Dubois) : Andreas Tanis
- Bill Nighy (VF : Georges Claisse ; VQ : René Gagnon) : Viktor
- Shane Brolly (VF : Bruno Choel ; VQ : Sylvain Hétu) : Kraven
- Zita Görög (VF : Isabelle Leprince ; VQ : Isabelle Leyrolles) : Amelia
- Scott McElroy : Soren
- John Mann (VF : Constantin Pappas) : Samuel
- Brian Steele (en) : William
- Michael Sheen (VF : Joël Zaffarano) : Lucian (scène de flashback)
- Sophia Myles : Erika (scène de flash-back[Note 2])
- Sean Rogerson : un dealer #2
- Adrian Hough : un pilote

Sources : VF, ; VQ

## Production
Cette suite bénéficie d'un budget estimé à 50 millions de dollars par rapport au premier opus (2003), qui avait été tourné avec un budget estimé à 22 millions de dollars et avait rapporté plus de 91 millions de dollars de recettes mondiales.

### Attribution des rôles
La petite fille qui incarne Selene jeune n'est autre que Lily Mo Sheen, la fille de Kate Beckinsale et Michael Sheen.

### Tournage
Le tournage a lieu de novembre 2004 à mars 2005, en Colombie-Britannique (notamment à Vancouver) et à Budapest (Hongrie)

## Bande originale
Il s'agit du seul épisode de la saga dont la musique n'est pas composée par Paul Haslinger. Il est remplacé par Marco Beltrami, Len Wiseman étant été très impressionnée par le travail sur I, Robot. Paul Haslinger, quant à lui, reviendra composer pour la saga avec les troisième et quatrième volets.

## Accueil

### Box-office
| Pays ou région | Box-office          | Date d'arrêt du box-office | Nombre de semaines |
| -------------- | ------------------- | -------------------------- | ------------------ |
| Mondial        | 111 340 801 dollars | 20 août 2006               | -                  |
| États-Unis     | 62 318 875 dollars  | 12 mars 2006               | 7                  |
| France         | 684 791 entrées     | 4 avril 2006               | 4                  |

## Distinctions
En 2006, Underworld 2 : Évolution a été sélectionné 9 fois dans diverses catégories et a remporté 2 récompenses,.

### Récompenses
- Prix Schmoes d'or (Golden Schmoes Awards) 2006 : Schmoes d'or des Meilleurs S&C de l'année pour Kate Beckinsale.
- Prix Scream 2006 : Prix Scream de la Reine des cris pour Kate Beckinsale.

### Nominations
- Festival international du film fantastique de Gérardmer-Fantastic'Arts 2006 : Film d'ouverture pour Len Wiseman[17].
- MTV Movie Awards 2006 : Meilleur héros pour Kate Beckinsale.
- Prix Fangoria Chainsaw 2006 :
  - Relation de l'enfer pour Kate Beckinsale et Scott Speedman,
  - Coup le plus sanglant pour Kate Beckinsale et Tony Curran,
  - Meilleur maquillage FX (Des looks qui tuent),
  - Meilleur héros (Mec avec qui tu ne veux pas déconner) pour Scott Speedman,
  - Meilleure héroïne (Poussin avec qui tu ne veux pas déconner) pour Kate Beckinsale.

## Editions en vidéo
- Underworld 2 : Évolution -  DVD Zone 2 édité par M6 Vidéo le 11 octobre 2006[18]
- Underworld 2 : Évolution (Édition Collector) - 2 DVD Zone 2 édité par M6 Vidéo le 11 octobre 2006[19]
- Underworld 2 : Évolution (WB Environmental) (boitier DVD écologique) DVD Zone 2 édité par M6 Vidéo le 10 mars 2010[20]

## La sagaUnderworld
- 2003 : Underworld de Len Wiseman
- 2006 : Underworld 2 : Évolution de Len Wiseman
- 2009 : Underworld 3 : Le Soulèvement des Lycans de Patrick Tatopoulos
- 2012 : Underworld : Nouvelle Ère de Måns Mårlind et Bjorn Stein
- 2017 : Underworld: Blood Wars d'Anna Foerster